# 1928年サンモリッツオリンピックのベルギー選手団
1928年サンモリッツオリンピックのベルギー選手団（1928ねんサンモリッツオリンピックのベルギーせんしゅだん）は、1928年2月11日から2月19日までスイスのサンモリッツで開催された1928年サンモリッツオリンピックのベルギー選手団、およびその競技結果。

## 概要
今大会は金メダルと銀メダルはなく、銅メダル1個を獲得した。
フィギュアスケートの男子シングルでロベルト・ファン・ゼーベレックがベルギー初のメダルとなる銅メダルを獲得した。

## メダル
| メダル | 選手名                         | 競技               | 種目         |
| ------ | ------------------------------ | ------------------ | ------------ |
| 銅     | ロベルト・ファン・ゼーベレック | フィギュアスケート | 男子シングル |